# Janet Mason
Janet Mason (Santa Bárbara, California; 8 de abril de 1967) es una actriz pornográfica y directora estadounidense.

## Biografía
Nació el 8 de abril de 1967 en la localidad costera de Santa Bárbara en California. Es una de las actrices porno englobadas en la terminología MILF-Cougar más destacadas de la industria pornográfica estadounidense.
Comenzó en 1998 con un sitio web amateur que creó junto a su esposo, donde tuvo tareas de webmaster y operador. Rodó sus primeras escenas en el año 2000, a los 30 años de edad, destacando por sus actuaciones con chicos jóvenes, de sexo lésbico, hardcore e interracial.
Como actriz, ha grabado películas para productoras como Girlfriends Films, Wicked Pictures, Zero Tolerance, Brazzers, Reality Kings, Naughty America, Evil Angel, New Sensations, Lethal Hardcore, Hustler Video o Vivid, entre otras.
Se sometió a dos cirugías de aumento de pecho. La primera en 2000, coincidiendo con su debut como actriz, y la segunda en 2023.
En el año 2010 decide competir en eventos fisioculturistas con el nombre de Paige McFarland, obteniendo un segundo puesto en la competición de figura femenina. En 2011 vuelve a participar en un concurso de Vitrix, ganándolo y firmando un contrato de seis meses con la compañía Nutrex.
Compaginó su papel como actriz, habiendo rodado más de 610 películas, con el de directora de cine X, estando tras las cámaras en 68 ocasiones.
Mason, quien está casada con Steve Mason desde 1990, y con el que tiene tres hijos, se considera una exhibicionista y practica el intercambio de parejas desde 1995. Además, tiene licencia de escort en el estado de Florida.

## Premios y nominaciones
| Año  | Ceremonia     | Resultado | Premio                        |
| ---- | ------------- | --------- | ----------------------------- |
| 2011 | Premios AVN   | Nominada  | Artista MILF/Cougar del año   |
| 2012 | Urban X Award | Nominada  | Artista MILF del año          |
| 2014 | The Fannys    | Nominada  | Artista MILF del año          |
| 2015 | Premios AVN   | Nominada  | Premio fan: MILF más caliente |